# SpaceX CRS-2
SpaceX CRS-2  è la seconda missione operativa della Space Exploration Technologies (SpaceX) nell'ambito del programma della NASA Commercial Resupply Services, nonché il quinto volo del vettore Falcon 9 e il quarto del veicolo spaziale Dragon. Questa missione ha visto anche il primo uso della sezione non pressurizzata di Dragon per il trasporto operativo di merci.
Il lancio è avvenuto il 1º marzo 2013, alle ore 15.10 UTC, e Dragon ha completato il berthing con la stazione alle 13:56 UTC del 3 marzo. La missione è terminata il 26 marzo con l'ammaraggio della capsula e il suo recupero.

## Lancio
La missione è partita dal Cape Canaveral Air Force Station Space Launch Complex 40, il complesso della Cape Canaveral Air Force Station da cui partono tutti i Falcon 9, alle 15:10 UTC del 1º marzo 2013. Inizialmente doveva essere a inizio anno, ma è stata posticipata a causa del malfunzionamento di uno dei motori Merlin della precedente missione SpaceX CRS-1; ritardando la missione si ha avuto la possibilità di effettuare ispezioni accurate per evitare che il problema si ripresentasse.

## Volo

### Anomalia ai propulsori di assetto di Dragon
Pochi secondi dopo la separazione del secondo stadio, alle 15:45 UTC, Dragon ha riscontrato un problema tecnico. Tre dei suoi quattro pod di propulsione per il controllo dell'assetto non si sono attivati e, inoltre, non ha dispiegato i suoi pannelli solari. In un primo tempo, gli aggiornamenti sullo stato della missione sono stati frammentari, e forniti anche tramite social network: in un messaggio su Twitter, Elon Musk ha scritto: "Issue with Dragon thruster pods. System inhibiting three of four from initializing. About to command inhibit override."
Alle 16:12, Musk ha annunciato che avrebbero effettuato un override del comando che inibiva i propulsori, e che non avrebbero dispiegato i pannelli solari finché almeno due pod non fossero stati attivi.
Alle 16:40 è stato possibile considerare soddisfatta questa condizione, permettendo quindi il dispiegamento dei pannelli solari.
Infine, gli ingegneri della SpaceX sono riusciti a ripristinare la completa funzionalità del veicolo: "Thruster pods one through four are now operating nominally. Preparing to raise orbit. All systems green."
Alle 10:31 UTC del 3 marzo il braccio robotico Canadarm2 della Stazione Spaziale ha catturato la navetta, e alle 13.56 UTC è stata completata la fase di berthing al modulo Harmony.

## Rientro
L'unberthing della navetta dalla Stazione Spaziale Internazionale è avvenuto il 26 marzo 2013 alle 10:56 UTC, che ha effettuato l'ammaraggio nell'oceano Pacifico alle 16:34 UTC dello stesso giorno.

## Carico
All'andata, Dragon ha portato 575 kg di carico (677 con gli imballaggi), di cui 81 kg erano rifornimenti per l'equipaggio, 348 kg esperimenti scientifici, più 146 kg di altro hardware (pezzi di ricambio, componenti della Stazione, materiale per EVA, ecc.).
Al ritorno, la capsula ha riportato sulla Terra 1210 kg, così ripartiti: 660 kg di esperimenti scientifici, 95 kg di materiale per l'equipaggio, 455 di altro hardware (componenti della Stazione, ecc.).